# Biokovo

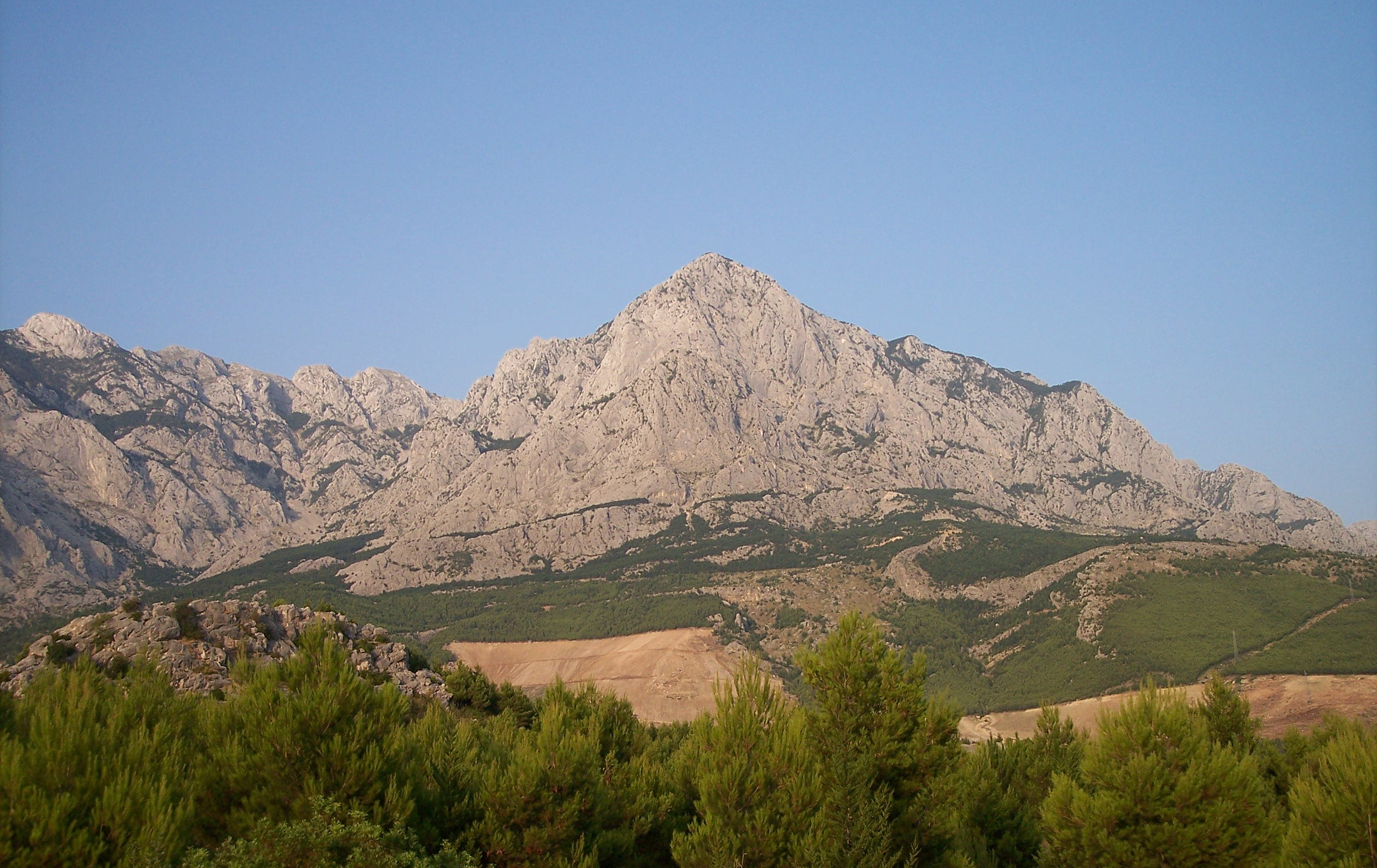
Biokovo u vesnice Baška Voda

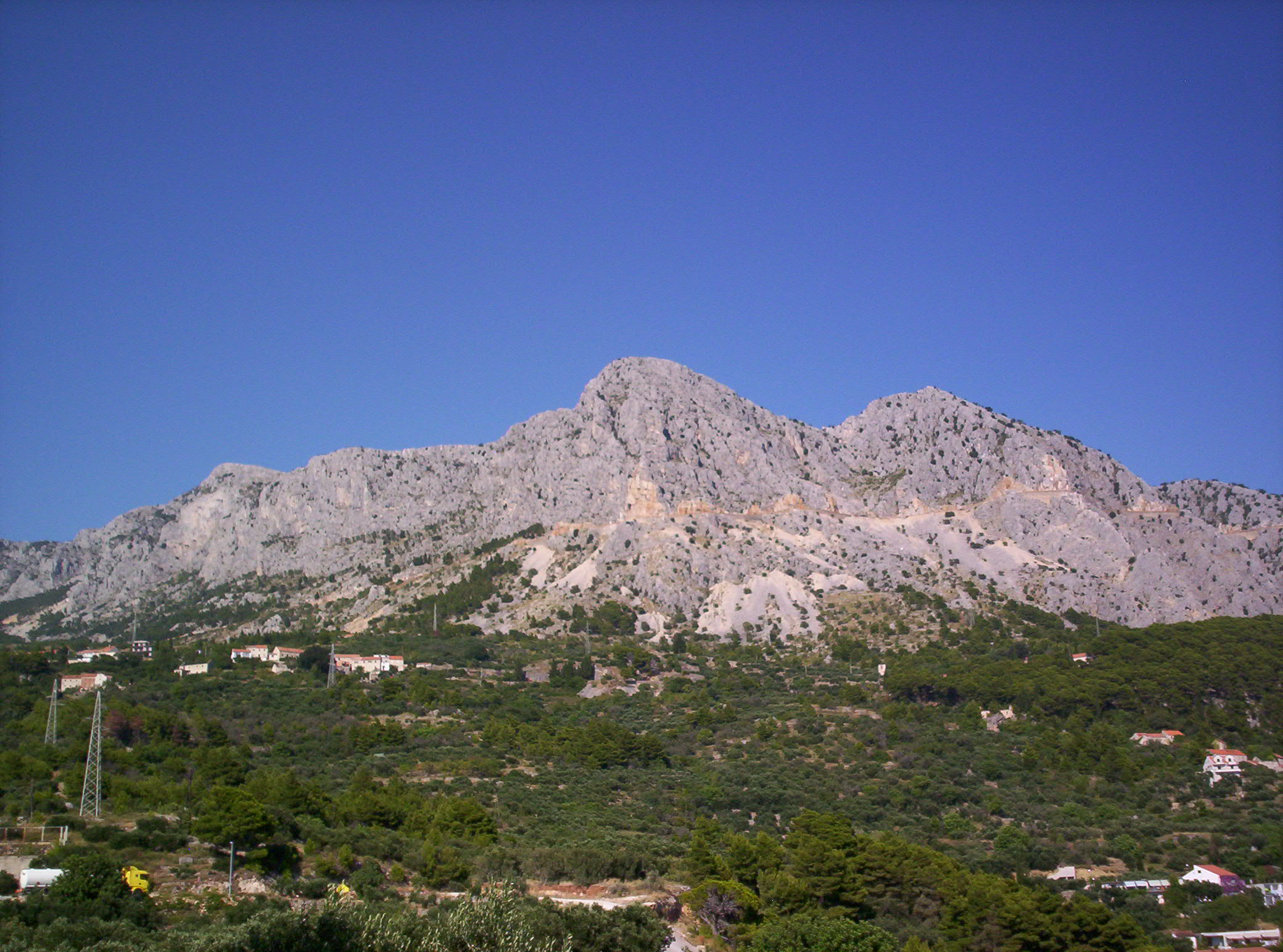
Pohled na Biokovo z Podgory

Biokovo je vápencové pohoří v Chorvatsku ve Splitsko-dalmatské župě. Patří mezi nejvýznamnější horské celky jižní dinárské soustavy a je to druhé nejvyšší chorvatské pohoří, rozprostírající se na dalmátském pobřeží Jadranu. Nejvyšším vrcholem Biokova je Sveti Jure, měřící 1 762 metrů. Pod ním leží známé letovisko Makarska. Část pohoří (196 km²) je chráněna jako přírodní park. V oblasti se odehrávají častá, ale většinou malá zemětřesení, která ničí především horské vesničky.

## Poloha
Biokovský hlavní hřeben je dlouhý 25 km. Začíná na severozápadě v silničním sedle Dubci, které jej spolu s tokem řeky Cetina odděluje od pohoří Mosor, na jihu se sklání k sedlu Staza a na východě za sedlem Kozica (730 m) navazuje na Biokovo pohoří Sutvid, které posléze navazuje na pohoří Rilić, táhnoucí se až k řece Neretva. Ve své centrální části je jen 7 km široký, ale stoupá až do výše přes 1 700 m. Na Biokovu lze pozorovat prudký kontrast mezi jižními, velmi strmě klesajícími svahy a k severu pozvolně se svažujícím předhůřím. Když je počasí velmi jasné, je z vrchů Biokova možno vidět i italské Monte Gargano, vzdálené 252 kilometrů.

## Geologie
Biokovo je možné rozdělit dle vegetačních stupňů do tří pásem. Jižní strmé svahy jsou porostlé bujnou vegetací a sahají do výše 300 m. Střední pásmo je vysoké 1 000 m a charakterizují jej holé skalnaté svahy, takřka bez vegetace. Nejhornější plató tvoří vysokohorský kras s rozsáhlými krasovými poli, škrapy a závrty. Geologicky tvoří Biokovo celkem jednoznačně mohutnou vápencovou tabuli vyzdviženou v průběhu alpínského vrásnění.

## Příroda
Neobyčejně bohatá je flora pohoří. Roste zde celkem na 1 000 druhů rostlin, které jsou svým výskytem závislé na nadmořské výšce. Botanicky se dělí do pěti pásem od středomořského po alpinské. Zatímco dole rostou cypřiše a olivy, v nejvyšších patrech je bohatě zastoupena alpská květena (zvonky, hořce atd.). Ze zástupců živočišného světa žijí všechny druhy vysoké zvěře, z šelem pak vlk a dokonce i medvěd. Je zde velký výskyt hadů, kteří se nepohybují pouze po zemi, ale i ve větvích stromů.

## Vrcholy
Nejvyšším vrcholem pohoří je Sveti Jure (1 762 m). K vrcholu je možno vyjet za poplatek autem po silnici vedoucí z Tučepi až k retranslační stanici blízko vrcholu. Dalšími důležitými vrcholy pohoří jsou Sveti Ilja (1 640 m), Borovac (1 400 m) a Stropac (1 450 m).
Turisty je pak často vyhledávaný vrchol Vošac (1422 m n. m.), z něhož je výhled na moře a velkou část Makarské riviéry.

## Turistika
Historie turistiky má dlouholetou tradici. Prvním horolezcem na Svetim Jure byl v roce 1733 opat Fortis. Organizovaná turistika souvisí se založením Horského družstva Biokovo a s postavením první chaty na Vošaci. V současné době se nachází v pohoří celkem dva turistické objekty - Baraka pod Svetim Jurom a turistická chata na Kokvi. Cesty sice v pohoří existují, ale s výjimkou trasy na Sveti Jure nejsou obnovovány a tedy ani orientačně čitelné. Masiv Biokova je velice členitý a při zhoršené viditelnosti hrozí nebezpečí zabloudění.

## Doprava
Biokovo je překonáváno tunelem Sveti Ilija na silnici D76, který pobřeží spojuje s dálnicí A1. Další možnost překonání je přes silnici D39 vedoucí přes Gornju Brelu, Zadvarje a Šestanovac k dálnici A1, popřípadě přes silnici D512 vedoucí z Makarské přes Gornje Igrane, Duge Njive a Kljenak do Ravči, v níž je rovněž možný nájezd na dálnici. Další možností je župní silnice Ž6198, spojující Podgoru se silnicí D512, a župní silnice Ž6199, spojující silnici D512 se silnicí D62 (přes vesnice Gornje Igrane a Kozica), tyto silnice jsou však značně serpentinové. Železniční spojení neexistuje. V blízkosti křižovatky silnic D512 a Ž6198 vede cesta přímo na nejvyšší vrchol celého pohoří, Sveti Jure.